# Souto Santa Maria, Souto São Salvador e Gondomar
Souto Santa Maria, Souto São Salvador e Gondomar (llamada oficialmente União das Freguesias de Souto Santa Maria, Souto São Salvador e Gondomar) es una freguesia portuguesa del municipio de Guimarães, distrito de Braga.

## Historia
Fue creada el 28 de enero de 2013 en aplicación de una resolución de la Asamblea de la República de Portugal promulgada el 16 de enero de 2013 con la unión de las freguesias de Gondomar, Santa Maria de Souto y São Salvador de Souto, pasando su sede a estar situada en la antigua freguesia de Santa Maria de Souto.

## Demografía
| Gráfica de evolución demográfica de Souto Santa Maria, Souto São Salvador e Gondomar entre 2011 y 2021 |
| |
| Datos según el nomenclátor publicado por el INE portugués.                                             |